# فیفر (آرکانزاس)
فیفر (به انگلیسی: Pfeiffer) یک منطقهٔ مسکونی در ایالات متحده آمریکا است که در شهرستان ایندیپندنس، آرکانزاس واقع شده‌است. فیفر ۱۱۸٫۸۷ متر بالاتر از سطح دریا واقع شده‌است.